# Stoina
Stoina – wieś w Rumunii, w okręgu Gorj, w gminie Stoina. W 2011 roku liczyła 802 mieszkańców.